# 柳幼稚園
柳幼稚園(やなぎようちえん)は兵庫県洲本市海岸通にある私立幼稚園である。

## 概要
洲本市街地に位置し、柳学園が運営する寄宿舎である松風館の真横に位置する。洲本市で唯一の私立幼稚園で、卒園児は6300名を数える。令和7年には創立100周年を迎える。

## 歴史
- 1925年 (大正14年)2月13日 - 柳実科高等女学校附属柳幼稚園として設立認可。
- 1925年 (大正14年)4月1日 - 柳実科高等女学校附属柳幼稚園開園。
- 1942年 (昭和17年)3月31日 - 柳実科高等女学校附属柳幼稚園を休園とする。
- 1950年 (昭和25年)4月1日 - 柳保育園を開園する。
- 1953年 (昭和28年)4月1日 - 柳実科高等女学校附属柳幼稚園を再開する。
- 1958年 (昭和33年)4月1日 - 園児送迎用の通園バス運転開始。
- 1964年 (昭和39年)4月1日 - 鉄筋コンクリート4階建の園舎が竣工。
- 1969年 (昭和]44年)4月1日 - 柳学園保育専門学校設立開校。
- 1996年 (平成8年)5月24日 - 園舎増築(新館)竣工。
- 2004年 (平成16年)4月1日 - 第二運動場竣工[2]。

## 年間行事
- 4月 - 入園室
- 5月 - 親子遠足
- 6月 - 保育参観
- 7月 - お泊り保育(年長)
- 8月 - 淡路島まつりおどり大会
- 9月 - いもほり
- 10月 - 運動会
- 11月 - 秋の遠足
- 12月 - 発表会
- 3月 - 卒園式[3]

## アクセス
- 神戸淡路鳴門自動車道　洲本ICから車で11分
- 海月館前バス停(高速バス)から徒歩3分